# Étiquette numérique industrielle

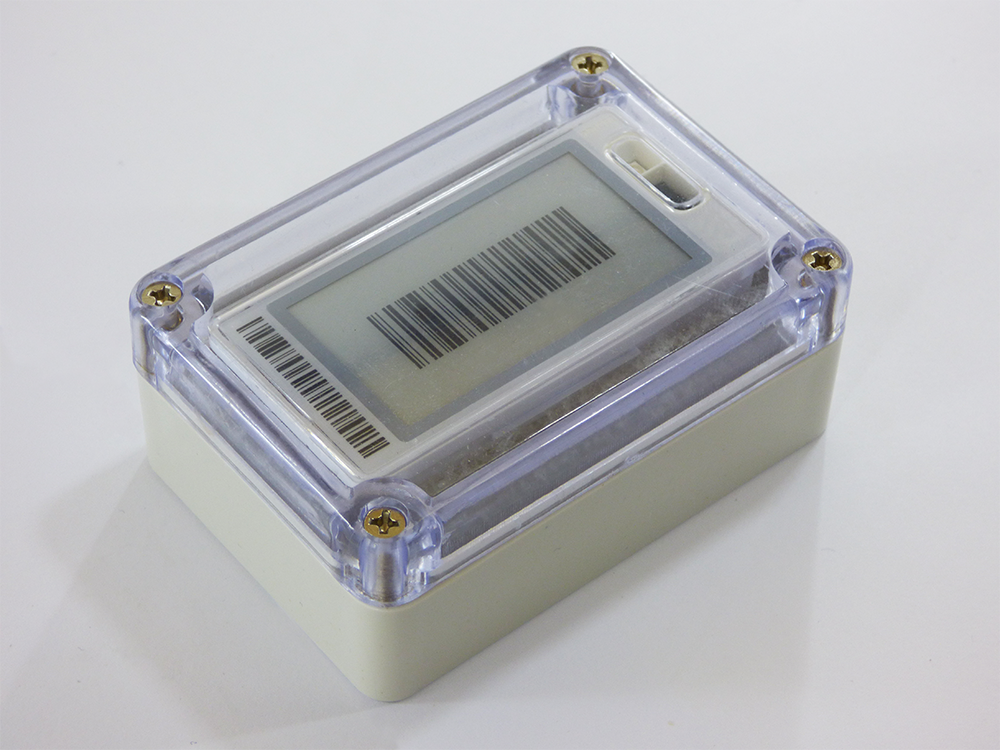
Étiquette numérique industrielle IP65 compatible avec les projections liquides et l'immersion temporaire

L'étiquette numérique industrielle est un dispositif d'affichage numérique basse consommation sans fil destiné à l'industrie. Elle bénéficie de la technique d'affichage matriciel E-ink pour afficher en toute lisibilité et dans toutes conditions d'éclairage des informations choisies par l'utilisateur. 
Ce type d'étiquette est similaire à ce que l'on retrouve traditionnellement en tête de gondole dans les supermarchés (l'étiquette électronique de gondole), à la différence qu'elle est ici préparée à l'usage industriel via un boitier durci.

## Définition
Les étiquettes numériques industrielles disposent de capacité physique de résistance pour permettre leur utilisation en environnement industriel. 
- Résistance aux projections de liquide (eau, détergents industriels, huiles et graisses)
- Résistance aux vibrations et aux chocs
- Résistances aux larges spectres de températures
- Résistances aux rayonnements solaires
- Immunité aux champs électromagnétiques

## Usage
Les étiquettes numériques industrielles sont un élément de la transformation numérique des entreprises. Elles participent à l'optimisation des processus de l'entreprise tel que :
- La gestion de stock (picking, kanban électronique)
- La production (identification, nomenclature)
- L'identification personnelle (contrôle d'accès, contrôle de temps de présence)

## Techniques

### L'affichage

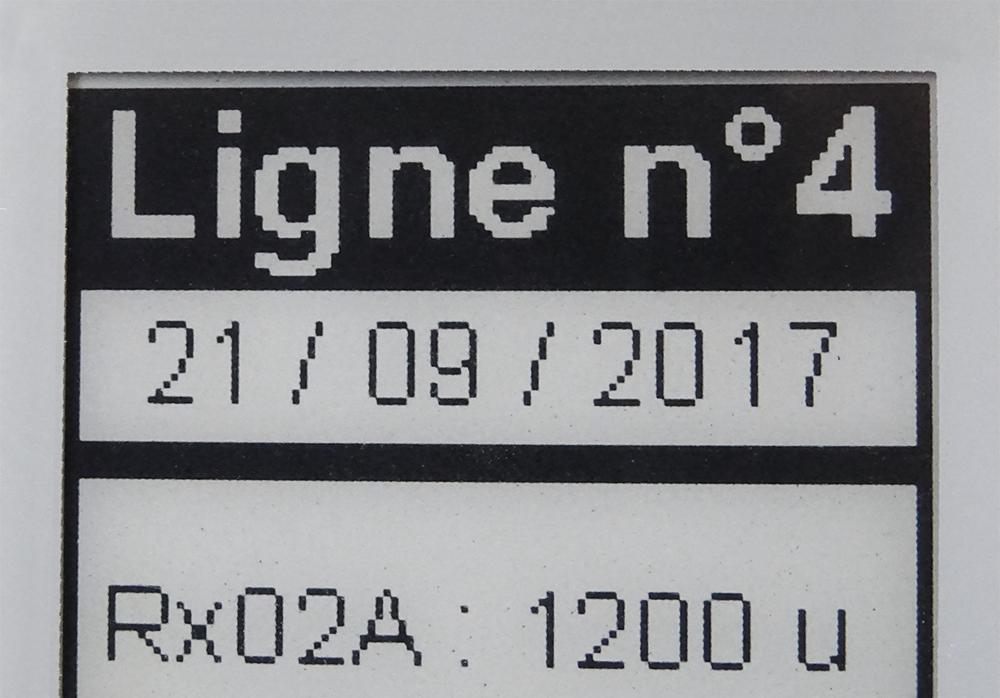
Détail de l'affichage Eink d'une étiquette numérique industrielle sur un poste de production.

Il est assuré par une matrice Eink. Cette technologie ne consomme de l'énergie que lors du changement d'état de l'affichage. Il offre un très bon angle de vue et un fort taux de contraste. La lisibilité est équivalente à celle du papier. D'origine cette technologie offre deux couleurs : le blanc et le noir. Avec son évolution, elle offre une troisième couleur au choix le rouge ou le jaune.

### L'autonomie
La technologie du papier électronique ne consomme de l'énergie que lors du changement d'état. Les technologies de communication (Infrarouge diffus ou radio fréquences) sont elles aussi peu gourmandes en énergies. Les ENI qui sont équipées de batteries Li-Ion peuvent dès lors offrir une autonomie pluriannuelle.

### Les protocoles de communication
Il existe plusieurs protocoles de communication pour les étiquettes industrielles numériques :
- L'infrarouge diffus : Cette technologie brevetée (US7005962 B2 [2]) est neutre au point de vue électromagnétique et ne nécessite pas d'orientation de l'étiquette vers l'émetteur infrarouge : le signal peut rebondir sur les surfaces planes. Il est limité à une centaine de mètres carrés par émetteur.

- Les radio fréquences : selon la gamme de fréquences utilisées, un émetteur peut couvrir une très large surface[3], plusieurs milliers de mètres carrés. Cette surface sera d'autant plus limitée par la présence de structure métallique et des perturbations électromagnétique engendrées par les autres émetteurs RF (Wi-Fi, commandes et communications radio, etc.)

### Techniques embarquées complémentaires
Certains fabricants intègrent en plus des techniques d'affichages et de communications un autre système de communication pour échanger selon le contexte d'utilisation : technologie Bluetooth LE (Beacon), technologie NFC.